# Joanne Anton
Joanne Anton, née à Liège en Belgique en 1974, est une écrivaine et artiste plasticienne belge.

## Biographie
Après des études d’art dramatique au Conservatoire de Liège, Joanne Anton s’installe à Paris en 1994. Elle obtient un diplôme de langue et littérature russes, puis travaille dans l’édition. Elle se consacre au dessin et à l’écriture.
En 2011, elle publie Le Découragement aux éditions Allia. Ce premier roman d'une puissance rare, est une « plongée à la fois suffocante et ironique dans la fabrique de l'écriture », sur les traces de l'écrivain et dramaturge autrichien Thomas Bernhard ; un premier texte remarqué par la presse,,.
En 2012, elle participe à l'ouvrage collectif Monroerama publié aux éditions Stock, avec un texte intitulé I'm not MM.
En 2013, elle publie son deuxième roman Liège, oui aux éditions Allia,,,. Dans ce livre qui questionne l'identité, l'auteur présente également son travail de plasticienne, avec une série de masques qu'elle a réalisés et reproduits dans les premières pages de l'ouvrage.
En 2014, elle publie un texte inspiré d'une œuvre d'Annette Messager dans le recueil Les Mariés de la tour Eiffel, éditions du centre Pompidou.
Elle a réalisé les dessins d'une nouvelle édition des Poèmes à Lou de Guillaume Apollinaire, collection Empreintes, France Loisirs.
Après un premier séjour à New York, elle écrit Are You Lost?, récit hommage à la ville et à ses habitants, publié dans Libération.
En 2019, à quelques semaines des élections européennes, elle publie Lettres à un ami eurosceptique, un texte engagé et humaniste, dans lequel elle imagine le dialogue qu’elle pourrait avoir avec un « ami » qui a tourné le dos à l’Europe. "Une bulle d’oxygène indispensable pour mesurer la nécessité de notre engagement citoyen. » Bookalicious
En 2022, elle publie Sexus Botanicus, un ouvrage remarqué,,sur la sexualité des plantes. Ce livre est illustré par des aquarelles originales réalisées par Joanne Anton.
En 2024, l'ouvrage collectif Quatre saisons au jardin remporte le prix Pierre-Joseph Redouté du meilleur livre de jardin remis au château du Lude.

## Œuvres
- 2011 : Le Découragement, roman, éditions Allia •  (ISBN 2-84485-383-8)
- 2012 : Monroerama, ouvrage collectif sous la direction de Françoise-Marie Santucci, avec des contributions de Jerome Charyn, Marie Darrieussecq, Olivier Assayas, Maylis de Kerangal et al., éditions Stock •  (ISBN 978-2-23407-159-9)
- 2013 : Liège, oui, roman, éditions Allia •  (ISBN 2-84485-582-2)
- 2014 : Le Vœu, texte publié dans « Les Mariés de la tour Eiffel », Éditions du centre Pompidou •  (ISBN 9782844266347)
- 2019 : Lettres à un ami eurosceptique, Rasibus éditions •  (ISBN 978-2-9544932-2-0)
- 2022 : Sexus Botanicus, Éditions Arthaud •  (ISBN 978-2-08151-550-5)
- 2023 : Quatre saisons au jardin, Marabout MNHN •  (ISBN 978-2-501-18155-6)